# Motu One (Marquesas)
Motu One (marq. für Sandinsel, franz. Îlot de Sable) ist eine kleine, unbewohnte Insel vulkanischen Ursprungs im Pazifischen Ozean. Sie liegt in der Nordgruppe der Marquesas-Inseln, welche politisch zu Französisch-Polynesien gehören. Sie gehört zur commune associée Taiohae der Gemeinde Nuku Hiva.
Die Insel liegt 30 km nordöstlich von Eiao sowie 9 km östlich von Hatutu. Motu One ist das letzte Motu im äußersten Südwesten eines weitgehend versunkenen Atolls. Es weist eine Fläche von rund drei Hektar auf und erreicht eine Höhe von nur wenigen Metern über dem Meer. Das eigentliche Atoll hat Abmessungen von etwa 14 × 9 km, wobei die Längsachse von Nordosten nach Südwesten gerichtet ist. Die Gesamtfläche einschließlich der Lagune beträgt rund 100 km².
Obgleich Motu One von Bewohnern der anderen Marquesas aufgesucht wurde, gibt es keine Hinweise auf eine frühere permanente Besiedlung.
19. April 1791 segelte der Amerikaner Joseph Ingraham auf dem Weg nach China an Motu One vorüber ohne sie jedoch zu betreten. Aufgesucht wurde die Insel erstmals 1813 von dem amerikanischen Marineoffizier David Porter, der sie Lincoln Island nannte. 1992 wurde Motu One zu einem Naturschutzgebiet erklärt, da es die Heimat von Meeresschildkröten wie auch zahlreicher Seevögel darstellt.

## Einzelnachweise

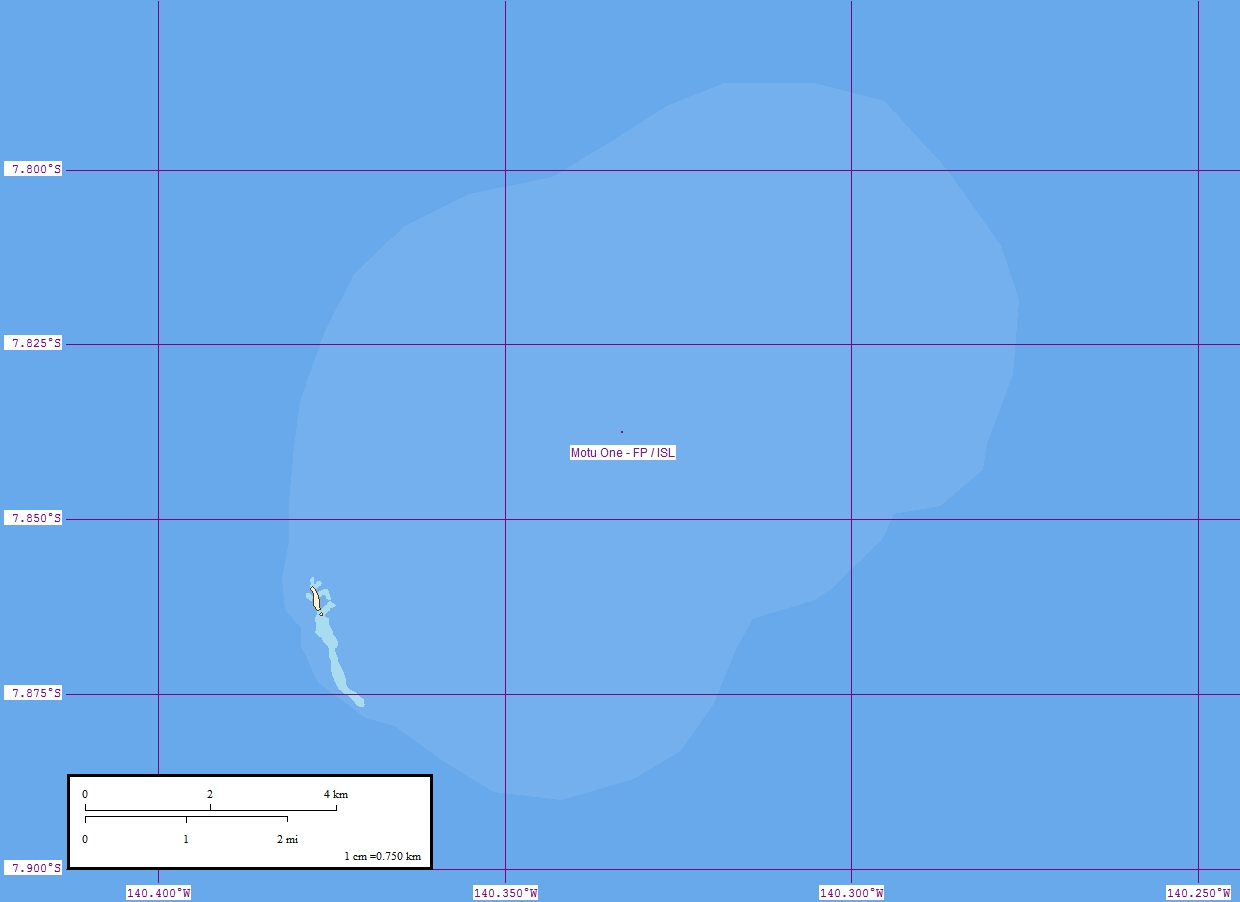
Karte von Motu One